# スープはるさめ

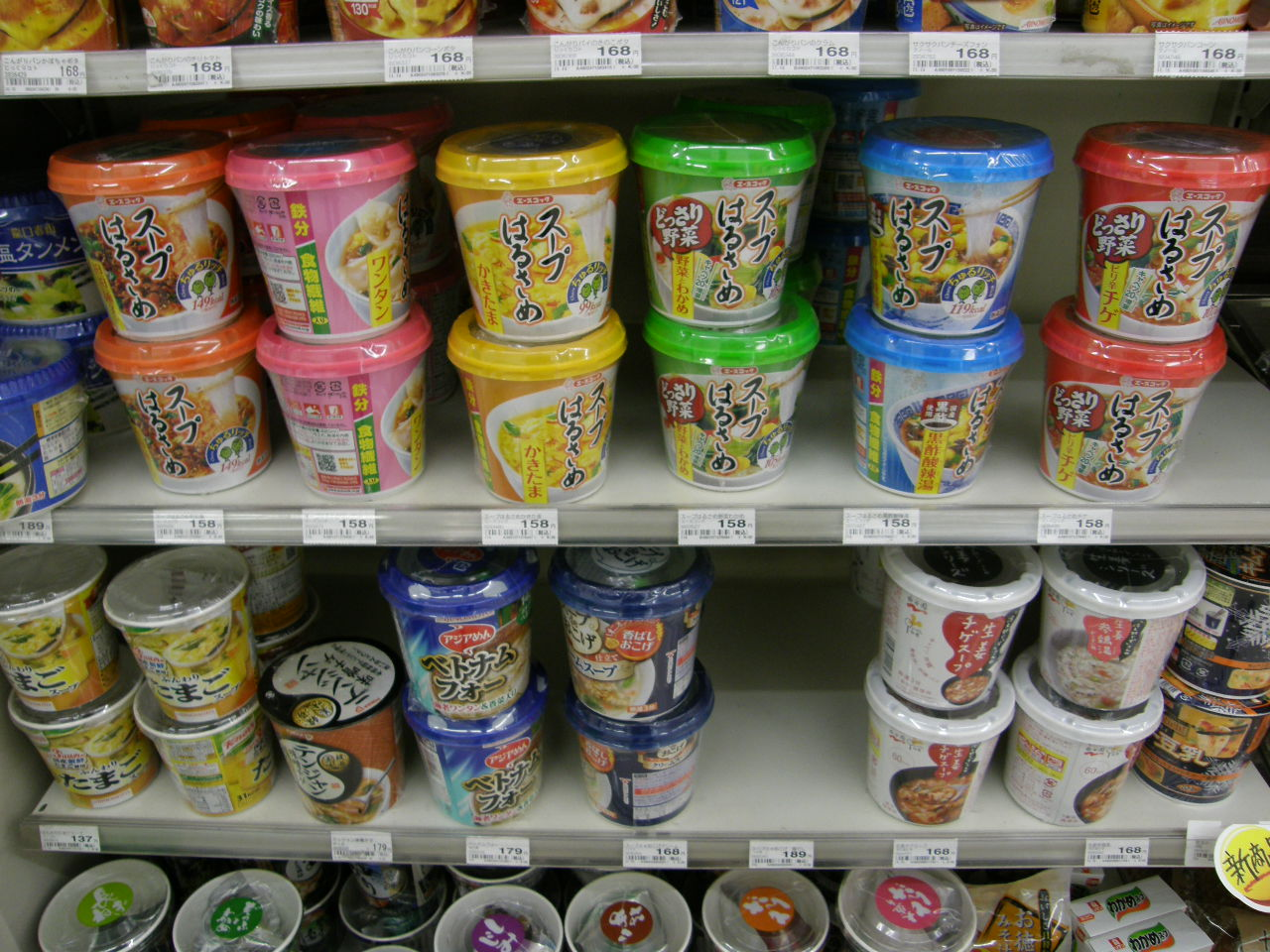
スープはるさめ

スープはるさめは、エースコック株式会社が販売しているカップスープの各種シリーズ製品である。

## 概要
2002年（平成14年）にはるさめヌードルシリーズを発売。その後、2005年に姉妹商品としてスープはるさめシリーズも発売。
スープはるさめは、1食70kcal前後と低カロリーでありながら、しっかりとした味で満足感があることからヘルシー志向の食事に関心のある人に人気が高い。「スープ屋さんのスープはるさめ」「ごちそう風味」などをテーマに、素材の風味を活かした味が特色である。2021年（令和3年）、発売より20周年を迎えた。

## ラインナップ
- スープはるさめ　ワンタン

(2013年8月16日発売、2020年8月17日〈リニューアル〉)
- スープはるさめ　かきたま

(2013年8月26日発売、2020年8月17日〈リニューアル〉)
- スープはるさめ　坦坦味

(2013年8月26日発売、2020年8月17日〈リニューアル〉)
- スープはるさめ　スンドゥブチゲ

(2013年8月26日発売)
- スープはるさめ　たっぷりわかめ

(2013年8月26日発売)
- スープはるさめ　柚子ぽん酢

(2013年8月26日発売、2020年8月17日〈リニューアル〉)
- スープはるさめ　参鶏湯

(2013年8月26日発売)
- スープはるさめ　黒酢酸辣湯

(2013年8月26日発売、2020年8月17日〈リニューアル〉)
- スープはるさめ　ちゃんぽん

(2013年8月26日発売)
- スープはるさめ　金ごま香り鍋

(2013年10月21日発売)
- ワンタンメン50周年記念ワンタンメン味はるさめ

(2013年11月11日発売)
- 三種で嬉しい　スープはるさめ6食パック

(2013年8月26日発売)
- スープはるさめデリハピ！

(2020年6月15日発売)
- スープはるさめ　わかめと野菜

(2020年8月17日発売)
- スープはるさめすごい！どっさりわかめ

(2020年10月5日〈リニューアル〉)
- スープはるさめ発酵うまみ鍋風生姜みそ味

(2020年11月2日発売)
- スープはるさめNEWSTAR麻婆味動物性原材料ゼロ(2021年1月4日発売)
- スープはるさめまったりミルク仕立て塩バター味(2021年2月1日発売)
- スープはるさめプチパック 6食入

(2021年3月29日発売)
- スープはるさめ　デリハピ！たらこいっぱい

(2020年4月13日、2021年4月12日発売)
- スープはるさめ　塩レモン

(2021年5月10日発売)

## CM
- 2010年代
  - 2012年 - 朝丘雪路、速水もこみち、比嘉愛未による「アルプスの少女ハイジ」を実写化したCMが放送された。
  - 2013年 - 福士蒼汰出演の「ごちそう風味のこだわりスープが、あなたに“ホッと、しあわせ”を届けます。」というメッセージを、CM視聴者に向けて、福士語りかけるストーリーというテーマのCMが放送されている。
- 2020年代
  - 2020年 - 中村アンが出演。テレビCM「おにぎりと笑顔がある場所に。」篇公開。BGMはプリンセス プリンセスの楽曲『Diamonds』[1]。